# (10179) Ishigaki
(10179) Ishigaki est un astéroïde de la ceinture principale.

## Description
(10179) Ishigaki est un astéroïde de la ceinture principale. Il fut découvert le 18 février 1996 à Ōizumi par Takao Kobayashi. Il présente une orbite caractérisée par un demi-grand axe de 2,61 UA, une excentricité de 0,14 et une inclinaison de 16,2° par rapport à l'écliptique.

## Compléments